# Таль Сіді Львівна
Сіді Львівна Таль, справжні ім'я та прізвище Сореле Біркенталь (8 вересня 1912, Чернівці — 17 серпня 1983) — популярна єврейська, румунська, радянська, українська співачка та акторка травестійного жанру.

## Життєпис
Сіді Львівна Таль народилася у небагатій родині пекаря. Артистичні здібності Таль виявила ще в дитинстві: вона співала, танцювала, виконувала комічні сценки. З 13 років вчилася швейному ремеслу. У 1926 році була прийнята в єврейську трупу Сари Канер (1882—1959) на амплуа інженю.

Могила Сіді Таль на Центральному цвинтарі Чернівців

У 1928 році Таль переїхала до Бухаресту, де вступила до трупи театру «Роксі», грала на сцені знаменитого залу «Помул верде».
Вперше з'явилася на сцені в 1928 році. До 1940 року працювала у Чернівцях, Яссах, Бухаресті. Після 1940 р. грала в єврейському театрі в Кишиневі.
З 1946 — актриса єврейського ансамблю Чернівецької філармонії. Грала комедійні та драматичні ролі (переважно травесті): Естерке і Елька («Скарб» за Шолом-Алейхемом), Мотл («Хлопчик Мотл» Шолом-Алейхема), Зямка Копач — (в однойменній п'єсі Даніеля), Еліза («Пігмаліон» Б. Шоу) та ін.
Сіді Таль виступала також в опереті, виконувала естрадні номери: балада «Серце матері» в естрадній виставі «Завжди з вами» з трансформаційними номером у програмі «Ворогом на зло», виконувала народні ліричні, жартівливі, характерні пісні, а також танці різних стилів та жанрів.
Разом з чоловіком Пінкусом Фаліком, Сіді Таль були духовними наставниками Софії Ротару. Таль внесла неоціненний вклад в формування й становлення ВІА «Смерічка» й «Червона рута».

## Вшанування пам'яті
У місті Чернівці є вулиця Сіді Таль.